# Eman al-Nafjan
Eman al-Nafjan és una blogger saudita i activista pels drets de les dones. Va ser detinguda per les autoritats saudites el maig del 2018 juntament amb Loujain al-Hathloul i altres cinc activistes pels drets de les dones en el que Human Rights Watch va interpretar com un intent d'espantar-la a ella i a la resta d’activistes, durant la repressió saudita contra les feministes de 2018-2019.
El 14 de març de 2019, PEN America va anunciar que Nouf Abdulaziz, Loujain al-Hathloul i Eman al-Nafjan rebrien el premi PEN America/Barbey Freedom to Write 2019, que es va lliurar el 21 de maig a la gala literària PEN America 2019 el Museu Americà d'Història Natural de la ciutat de Nova York.
A finals de març del 2019, les dones van presentar la seva defensa i van descriure abusos físics i sexuals que havien patit en captivitat. Eman al-Nafjan, juntament amb Aziza al-Yousef i el doctor Rokaya Mohareb van ser posats en llibertat sota fiança.
Al setembre de 2019, al-Nafjan va rebre "El premi al coratge", atorgat per Reporters sense fronteres. Tenia prohibit viatjar fora de l'Aràbia Saudita i, per tant, no va poder recollir el seu premi.